# Teruo Kono
Pour les articles homonymes, voir Teruo et Kono.
Sensei Teruo Kono, 8e dan hanshi de karaté wado-ryu (和道流) , 8e dan de Shindō Yōshin-ryū (新道楊心流), né en 1934 et décédé le 22 avril 2000. Il débuta le karaté à l'âge de six ans. C'est un des rares élèves direct de maître Hironori Ōtsuka. Il fut pendant longtemps considéré comme le meilleur combattant du Japon. Né à Yokohama et étudiant à l'université Nihon, tout comme Tatsuo Suzuki, il fut aussi un des premiers maîtres arrivé en Europe pour promouvoir le karaté wado-ryu.

## Biographie
- 1956/57 Meilleur combattant du Japon (Kumite) durant quatre années
- 1958-1959 Entraineur de karaté à l'université Nihon à Tokyo
- 1962-1964 Entraineur de plusieurs universités et clubs au Japon
- 1963-1964 Entraineur national de la Wado-Kai Allemagne
- 1965 Entraineur national en Angleterre
- 1966-1970 Entraineur au Japon (région de Tokai)
- 1967-1975 Entraineur de l'université de Louvain et de Liège ainsi qu'à la haute école technique de Mons et à l'université de Belgrade
- 1968-1990 Entraineur de l'université de Hambourg
- 1970-1971 Entraineur national en Yougoslavie
- 1973-1983 Entraineur national de la Wado-Kai Allemagne
- 1995 Récipiendaire du titre de hanshi par la Japan Karate Federation Wadokai.